# Soldi
Soldi (Italiaans voor geld) is een single van de Italiaanse zanger Mahmood, die daarmee Italië vertegenwoordigde op het Eurovisiesongfestival in 2019.

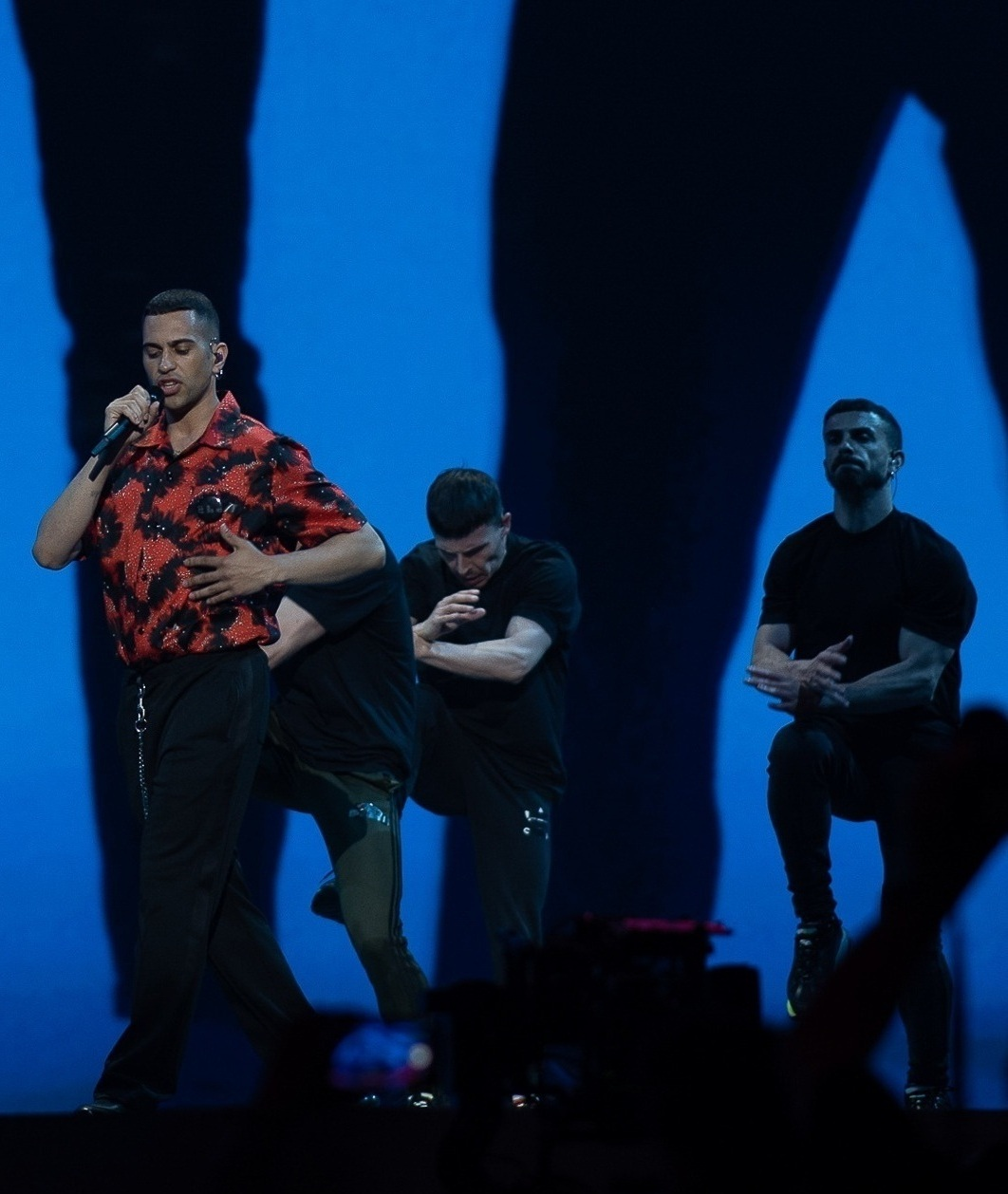
Mahmood tijdens de repetities in Tel Aviv.

De single werd geschreven door de zanger zelf en kwam uit op 6 februari 2019. De single staat op het studioalbum Gioventù bruciata van Mahmood dat in februari uitkwam. Het is pas de vierde keer dat Arabisch voorkwam op het Eurovisiesongfestival, na Marokko in 1980, Israël in 2009 en Denemarken in 2012. Mahmood zong het nummer voor het eerst op het San Remo Music Festival, de Italiaanse voorronde van het Eurovisiesongfestival. Die wedstrijd wist hij te winnen. In Tel Aviv kon Mahmood met 472 punten de tweede plaats halen in de finale op 18 mei 2019, achter Duncan Laurence's Arcade. Ook verscheen er een videoclip voor de single die al meer dan 80 miljoen keer werd bekeken.

## Hitnoteringen

### NederlandseSingle Top 100
| Hitnotering: 25-05-2019 t/m 29-06-2019 | Hitnotering: 25-05-2019 t/m 29-06-2019 | Hitnotering: 25-05-2019 t/m 29-06-2019 | Hitnotering: 25-05-2019 t/m 29-06-2019 | Hitnotering: 25-05-2019 t/m 29-06-2019 | Hitnotering: 25-05-2019 t/m 29-06-2019 | Hitnotering: 25-05-2019 t/m 29-06-2019 | Hitnotering: 25-05-2019 t/m 29-06-2019 |
| Week:                                  | 1                                      | 2                                      | 3                                      | 4                                      | 5                                      | 6                                      |                                        |
| -------------------------------------- | -------------------------------------- | -------------------------------------- | -------------------------------------- | -------------------------------------- | -------------------------------------- | -------------------------------------- | -------------------------------------- |
| Positie:                               | 18                                     | 16                                     | 21                                     | 29                                     | 34                                     | 83                                     | uit                                    |

### VlaamseUltratop 50
| Hitnotering: 01-06-2019 | Hitnotering: 01-06-2019 | Hitnotering: 01-06-2019 |
| Week:                   | 1                       |                         |
| ----------------------- | ----------------------- | ----------------------- |
| Positie:                | 50                      | uit                     |